# Allodromia longiseta
Allodromia longiseta är en tvåvingeart som beskrevs av Chillcott 1983. Allodromia longiseta ingår i släktet Allodromia och familjen puckeldansflugor. Inga underarter finns listade i Catalogue of Life.